# Новий Редзень
Новий Редзень (пол. Nowy Redzeń) — село в Польщі, у гміні Колюшки Лодзький-Східного повіту Лодзинського воєводства.
Населення — 356 осіб (2011
У 1975—1998 роках село належало до Пйотрковського воєводства.

## Демографія
Демографічна структура станом на 31 березня 2011 року:
|          | Загалом | Допрацездатний вік | Працездатний вік | Постпрацездатний вік |
| -------- | ------- | ------------------ | ---------------- | -------------------- |
| Чоловіки | 174     | 31                 | 124              | 19                   |
| Жінки    | 182     | 28                 | 107              | 47                   |
| Разом    | 356     | 59                 | 231              | 66                   |